# 23 Librae
Désignations
23 Librae est une étoile de la constellation zodiacale de la Balance, ce qui la rend visible depuis la majeure partie de la surface de la Terre. Avec une magnitude apparente de 6,45, il faut un ciel sombre et de bonnes conditions de vision pour voir cette étoile à l'œil nu. Elle possède un système planétaire avec deux exoplanètes confirmées.

## Caractéristiques
D'après les mesures de la parallaxe, cette étoile est située à une distance de 85 années-lumière (26 parsecs) de la Terre. Les caractéristiques spectrales de 23 Librae l'identifient comme étant de type spectral G5 V, la classe de luminosité « V » indiquant qu'il s'agit d'une étoile de la séquence principale qui génère de l'énergie grâce à la fusion nucléaire de l'hydrogène en son cœur. Cette énergie est rayonnée par l'enveloppe externe à une température effective d'environ 5 585 K, ce qui lui donne une teinte jaune typique des naines jaunes. Les estimations de l'âge de 23 Librae vont de 8,4 à 11,1 milliards d'années, ce qui la rend beaucoup plus ancienne que le Soleil.
Elle est légèrement plus grande que le Soleil, avec environ 107 % de la masse du Soleil et 125 % de son rayon du Soleil. L'abondance d'éléments autres que l'hydrogène et l'hélium, ce que les astronomes appellent la métallicité, elle est plus élevée que le Soleil. Elle semble tourner lentement, la vitesse de rotation projetée de 2,2 km/s-1 donnant une limite inférieure à la vitesse azimutale réelle le long de l'équateur céleste.

## Système planétaire
En novembre 1999, l'exoplanète 23 Librae b a été annoncée en orbite autour de 23 Librae,, et en 2009, une planète supplémentaire a été détectée. L'examen du système dans l'infrarouge à l'aide du télescope spatial Spitzer n'a révélé aucun excès d'infrarouge, ce qui pourrait autrement suggérer la présence d'un disque de débris circumstellaires de poussière en orbite.
| Planète | Masse            | Demi-grand axe (ua) | Période orbitale (jours) | Excentricité  | Inclinaison | Rayon |
| ------- | ---------------- | ------------------- | ------------------------ | ------------- | ----------- | ----- |
| b       | ≥ 1,59 ± 0,02 MJ | 0,81 ± 0,02         | 258,19 ± 0,07            | 0,233 ± 0,002 |             |       |
| c       | ≥ 0,82 ± 0,03 MJ | 5,8 ± 0,5           | 5 000 ± 400              | 0,12 ± 0,02   |             |       |

## Dans la culture populaire
Dans la franchise Halo, le système abrite les planètes Hesiod (la planète la plus éloignée de l'étoile) et Madrigal (dans la zone habitable).